# Escobaria chihuahuensis
Escobaria chihuahuensis es una especie endémica de biznaga perteneciente a la familia Cactaceae que se distribuye en Chihuahua en México. El epíteto chihuahuensis hace referencia al área de distribución de la especie.

## Descripción
Crece solitaria y en ocasiones en agrupaciones, con tallos globosos a cilíndricos, de 20 cm de alto y 8 cm de diámetro. Sus tubérculos son pequeños y ocultos por las espinas. Tiene numerosas espinas radiales de 4 a 8 mm de largo y de 5 a 10 espinas centrales de 10 mm de largo, estás últimas más gruesas de color negro o pardo. La flor es pequeña de 2 cm de diámetro con estigmas blancos. El fruto que produce es alargado de color verde o rojizo de 10 mm de largo y 7 de ancho.

## Distribución y hábitat
Se distribuye en Chihuahua en México, la subespecie henricksonii es exclusiva de la localidad Escalón, en el municipio de Jiménez. Habita en matorrales xerófilos sobre suelos calizos.

## Estado de conservación
No se conocen mayores amenazas para la conservación de esta especie, su área de distribución es bastante amplia y sus poblaciones son relativamente abundantes. Habita dentro de la Reserva de la Biosfera de Mapimí.